# Leandro Greco
Leandro Greco (ur. 19 lipca 1986 w Rzymie) – włoski piłkarz występujący na pozycji pomocnika we włoskim klubie Bari.

## Kariera piłkarska
Leandro Greco jest wychowankiem AS Romy. W sezonach 2004/2005 i 2005/2006 rozegrał po jednym meczu w Serie A. W 2006 roku został wypożyczony na dwa sezony do Hellas Werona. W pierwszym sezonie rozegrał 26 meczów w Serie B i strzelił jedną bramkę. Jego zespół po barażach spadł jednak do Serie C1. W kolejnym sezonie Greco grał w 14 meczach na tym poziomie rozgrywkowym i strzelił dwa gole. W 2008 roku trafił na wypożyczeniu do Pisy, która występowała w Serie B. Rok później na tej samej zasadzie przeniósł się także do drugoligowej Piacenzy. Rozegrał 22 mecze w barwach tej ekipy w Serie B.
Przed sezonem 2010/2011 powrócił do AS Romy. 24 lipca 2012 roku podpisał 3-letni kontrakt z Olympiakosem Pireus. Z kolei w 2013 roku został zawodnikiem AS Livorno Calcio.